# Homeless (EP)
Pour les articles homonymes, voir Homeless.
Albums de Marina Kaye
Fearless
(2015)
Singles
1. Homeless
Sortie : 19 mai 2014

Homeless est le premier EP composé de quatre titres de la chanteuse française Marina Kaye, sorti le 16 juin 2014 en France. La chanson éponyme Homeless est sortie en tant que premier single le 19 mai 2014.

## Liste des titres
| No | Titre                                        | Durée |
| -- | -------------------------------------------- | ----- |
| 1. | Homeless                                     | 3:40  |
| 2. | Live Before I Die                            | 3:30  |
| 3. | The Price I've Had To Pay (Acoustic Version) | 4:04  |
| 4. | Homeless (Acoustic Version)                  | 3:37  |